# Matteo Ricci Petrocchini
Matteo Ricci Petrocchini (* 6. Dezember 1826 in Macerata; † 10. Februar 1896 in Florenz) war ein italienischer Schriftsteller und Politiker.
Matteo Ricci war der Sohn des Marchese Domenico Ricci und der Gräfin Elisa Graziani. Am 16. September 1852 heiratete er in Cornigliano Alessandrina Taparelli d’Azeglio, Tochter des berühmten piemontesischen Staatsmannes Massimo d’Azeglio und Nichte von Alessandro Manzoni, der bei der Hochzeit als Zeuge fungierte.
Ricci veröffentlichte eine posthume Ausgabe der nach dem Tod von Azeglio unveröffentlicht gebliebenen Schriften.
1890 wurde er zum Senator des Königreichs Italien ernannt.
Der Accademia delle Scienze di Torino gehörte er seit 1856 als korrespondierendes und ab 1865 als Vollmitglied an, in die Accademia della Crusca wurde er 1883 aufgenommen. Dort war er zwar auch an lexikographischen Arbeiten beteiligt, diente jedoch vor allem als Repräsentant der Akademie bei öffentlichen Veranstaltungen.